# Henryk Schönker

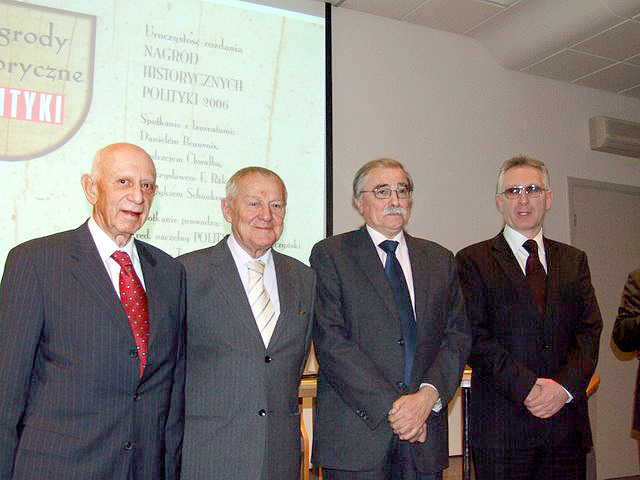
Henryk Schönker (pierwszy od lewej) podczas przyznawania Nagrody Historycznej Polityki (2006)

Henryk Schönker (ur. 1931 w Krakowie, zm. 15/16 stycznia 2019 w Tel Awiwie) – izraelski i polski inżynier i pisarz, świadek Holokaustu.

## Życiorys
Wychowywał się w żydowskiej rodzinie malarza Leona Schönkera. W 1937 roku wraz z rodziną przeniósł się do Oświęcimia. Po wojnie ukończył Politechnikę Krakowską z dyplomem inżyniera mechanika. W roku 1955 wyjechał wraz z rodziną do Wiednia, skąd w 1961 roku wyemigrował do Izraela. Pracował do emerytury w izraelskim przemyśle lotniczym.
Autor książki wspomnieniowej pt. Dotknięcie anioła, za którą otrzymał Nagrodę historyczną „Polityki” 2006. Książka została napisana w całości po polsku. Od 1979 r. malował obrazy o tematyce Holokaustu.
Na podstawie książki Dotknięcie anioła powstał film dokumentalny pod tym samym tytułem w reżyserii Marka Tomasza Pawłowskiego.